# Exacum emirnense
Exacum emirnense är en gentianaväxtart som först beskrevs av John Gilbert Baker, och fick sitt nu gällande namn av Schinz. Exacum emirnense ingår i släktet Exacum och familjen gentianaväxter. Inga underarter finns listade i Catalogue of Life.